# サルヴィテッレ
サルヴィテッレ（伊: Salvitelle）は、イタリア共和国カンパニア州サレルノ県にある、人口約500人の基礎自治体（コムーネ）。

## 地理

### 位置・広がり

#### 隣接コムーネ
隣接するコムーネは以下の通り。括弧内のPZはポテンツァ県所属を示す。
- アウレッタ
- ブッチーノ
- カッジャーノ
- ロマニャーノ・アル・モンテ
- ヴィエトリ・ディ・ポテンツァ (PZ)

## 行政

### 分離集落
サルヴィテッレには、以下の分離集落（フラツィオーネ）がある。
- Destra-San Marco, Dovina, Fontanelle-Chiuse-San Giorgio-Zia Domenica, Scoria, Taverna Barone-San Nicola, Taverna Romanzi-Fontana di Marco-Don Gregorio.